# Ojców (hrad)
Ojców je hrad severně od stejnojmenné vesnice v Malopolském vojvodství v Polsku. Byl postaven na příkaz Kazimíra Velikého ve druhé polovině 14. století a je součástí tak zvaných Orlích hnízd, což bylo opevnění polského území proti expanzi západních sousedů. Hrad se nachází v Ojcowském národním parku v Krakovsko-čenstochovské vysočině. Po renovačních pracích v letech 2014–2020 je přístupný veřejnosti. Traduje se, že název pevnosti, v původní podobě znějící otec, mu dal sám král na památku svého otce Vladislava Lokýtka, který našel útočiště v nedalekých jeskyních.
Hrad je zapsán v seznamu památek Malopolského vojvodství pod číslem A-1235/M ze dne 17. května 1947 a 2. listopadu 2010.

## Historie
Ve starší době železné se v místě hradu nacházelo osídlení lužické kultury, pravděpodobně zničené skytským vpádem. Na základě archeologických a historických prací je zřejmé, že byl hrad postaven na příkaz krále Kazimíra Velkého v letech 1354–1370. V současné době neexistují žádné důvody pro tvrzení, že na tomto místě byla dříve opevněná dřevěná a zemská tvrz. Hrad je poprvé zmíněn v roce 1370, kdy na jednom z dokumentů je uváděn první hradní purkrabí jménem Zaklika. Zmínka o hradu Oczecz se nachází také v anonymním textu Quomodo regebat regnum et populum, ve kterém byl zařazen na seznam hradů postavených na základě pokynů Kazimíra Velikého. Roku 1397 je zde také zmiňován kaplan hradní kaple. Z této doby se dochovala hradní věž a gotický portál v hradní bráně.
V dobách Władysława Jagiełło, před rokem 1385, byl hrad pronajat králem Janovi Kozcowovi za 500 hřiven, s právem jej koupit. Poté si pronajala hrad celá řada dalších šlechticů. Po roce 1536 přešel hrad do rukou královny Bony Sforzy, která jej po 20 letech v souvislosti s jejím odchodem do Itálie v roce 1556 předala Stanisławu Płazovi z Mstyczowa toporského erbu. Po smrti Stanisława Płazyho v roce 1587 byl hrad převeden na Piotra Myszkowského z erbu Jastrzębiec a poté na jeho syna Aleksandera Myszkowského. V jejich době byl hrad však již výrazně opomíjen. V roce 1619 Aleksander Myszkowski s královým souhlasem prodal zničený hrad Mikołaji Korycińskému z Pilicy. V roce 1620 inspekce označila hrad za zničený, ale nový majitel jej opět zrekonstruoval a na ruinách bývalé gotické stavby postavil na jižní straně novou budovu. Mikołajův syn Mikołaj Ferdynand Koryciński pokračoval od roku 1637 dále v přestavbě hradu. V roce 1651 přešel hrad do rukou kancléře koruny Stefana Korycińského.
Během švédské invaze nebyl hrad zničen, což potvrzuje lustrace z roku 1660. Hrad neztratil na významu, ale naopak například v roce 1787 hostil Teofila Wojciecha Załuského u večeře krále Stanisława Augusta Poniatowského, který nechal v zámecké kapli pokřtít svou dceru. V roce 1802 byl však hrad již opuštěn a jeho dědic Teofil Załuski odstranil veškeré své movité věci a význam hradu začal opět klesat. V roce 1815 se stal státním majetkem. Konstanta Wolická, která jej koupila od vlády Kongresového království v roce 1829, částečně zbourala zdi, protože hrozilo jejich zřícení. Zůstala jen osmiboká věž, brána a spodní části obvodových zdí.
Na konci 19. století se majitelem Ojcówa stal Ludwik Krasiński, který zadal projekční práce na přestavbu hradu, ale tyto plány nebyly realizovány. Ludwik Krasiński pouze zasypal příkop, zrenovoval bránu a snížil v roce 1892 oslabené horní části hlavní věže asi o 6 metrů se záměrem jejich přestavby. V roce 1895 se hrad stal majetkem Marie Ludwiky Krasińské. V letech 1912 a 1913 byly na věži provedeny první renovační práce. Avšak v roce 1914, během první světové války, byla věž poškozena V roce 1935 byl díky úsilí princezny Marie Ludwiky opraven vrchol věže a její interiér, o čemž svědčí nápis na trámu, a byly posíleny zdi u brány. Po válce v letech 1958–1963 byl hrad předběžně prozkoumán a byly provedeny drobné práce spočívající v částečném odstranění suti z hradu. V roce 1991 byly v omezené míře prováděny drobné práce, které zajišťovaly relikty sklepů. V roce 1996 byla v zámecké bráně uspořádána výstava.

## Hrad v současnosti
Hrad v Ojcówě v současné době patří do národního parku Ojców. Vedení parku již mnoho let provádí na hradě renovační práce. V letech 2016 až 2019 byla provedena řada prací financovaných z dotací Evropského regionálního fondu, Lesního fondu a z vlastních prostředků národního parku Ojców. Byla provedena řada rekonstrukčních a renovačních prací, včetně renovace věže brány (provedení nové fasády hradeb, výměna střešního šindele) a renovace obranné věže, která dosud nebyla zpřístupněna turistům. Jednou z hlavních prací byla rekonstrukce dřevěných konstrukcí uvnitř věže, (dřevěných schodišť a podlah ve dvou patrech), která od dob slávy hradu neexistovala. Byla také vyměněna poškozená střešní krytina (šindel), do stávajících okenních otvorů byla instalována okna a její interiér byl vybaven multimediální expozicí. Součástí prací je i film o historii hradu. Tato výstava od roku 2006 je postupně doplňována prvky vybavení (repliky zbraní, brnění, atd.) a dočasnými výstavami. Kromě výše uvedených prací byly také zřízeny ocelové vstupní schody do věže, ocelové vyhlídky nad zříceninou obytné části hradu a nová pokladna.
Hrad je turistům přístupný již mnoho let. V roce 2018 byla dokončena rekonstrukce věže brány. Do roku 2019 byla návštěvníkům otevřena pouze místnost s malou historickou expozicí v místnosti věže brány, zámecké nádvoří se studnou a kopec před obrannou věží. V současné době je návštěvníkům kromě stávajících míst zpřístupněna i obranná věž a vyhlídková plošina (do roku 2019 nebyla věž přístupná turistům). Po dokončení restaurátorských prací je hrad přístupný od dubna do listopadu.

## Galerie

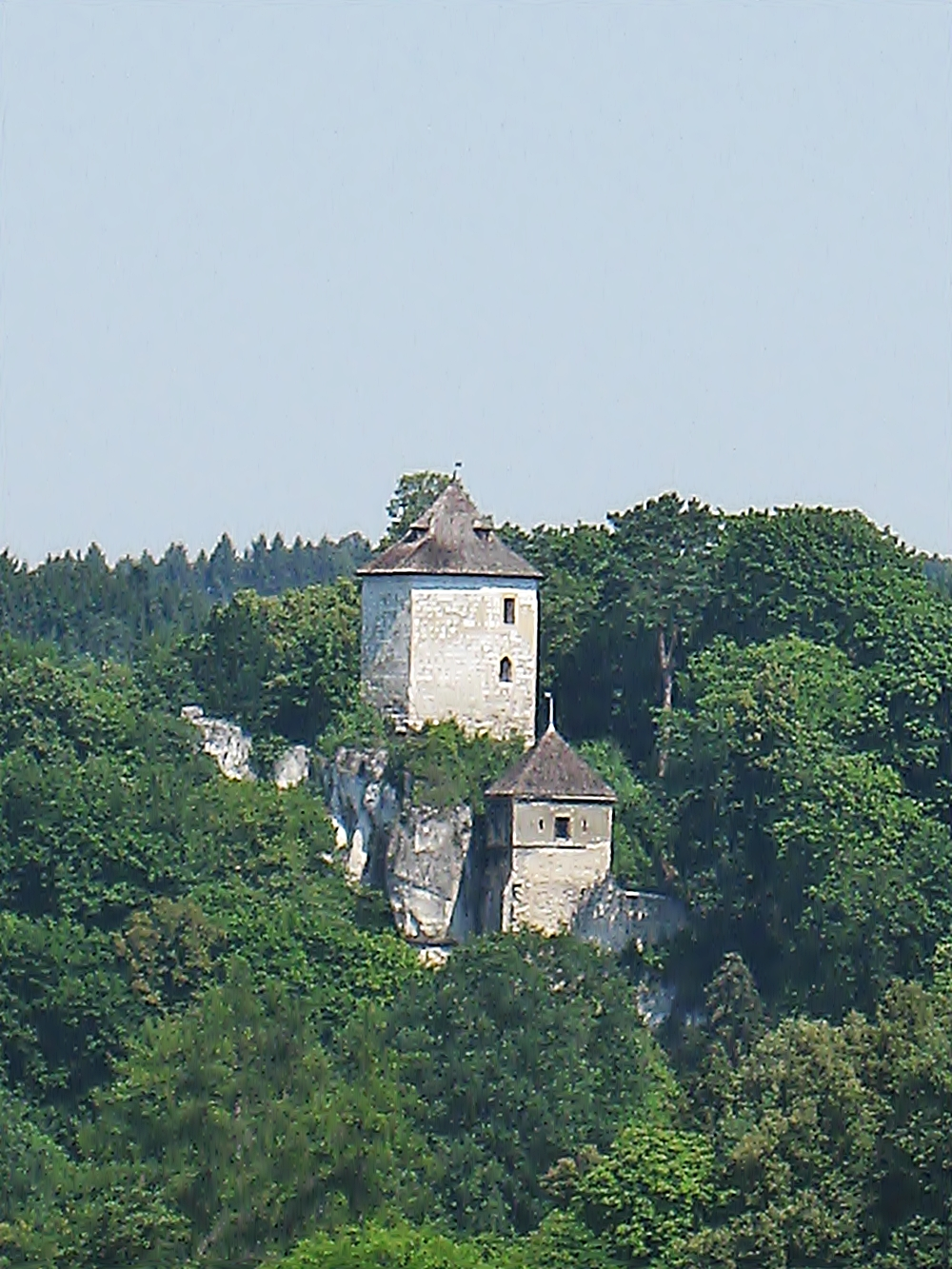
Pohled na hrad Ojców
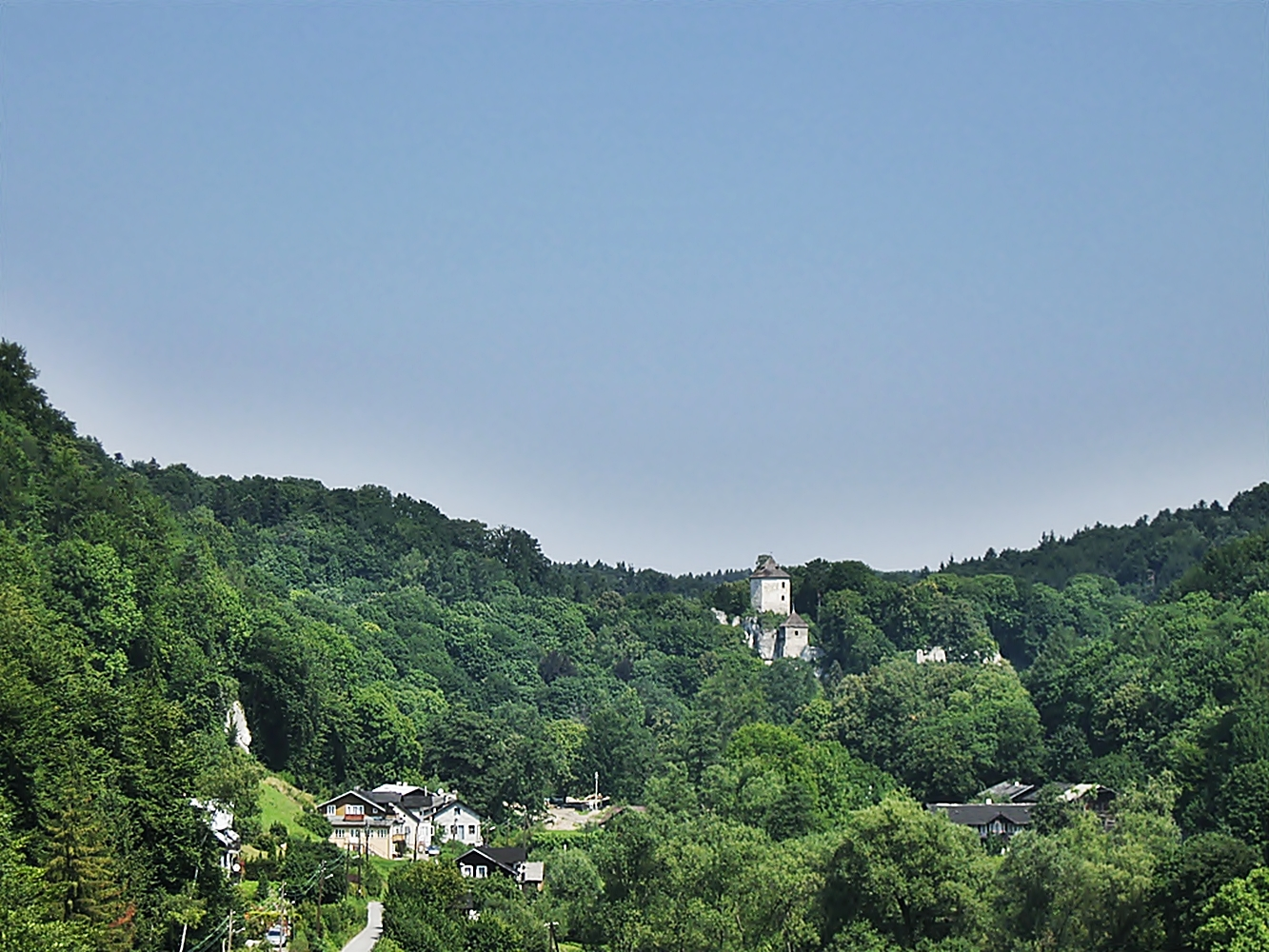
Pohled na hrad Ojców
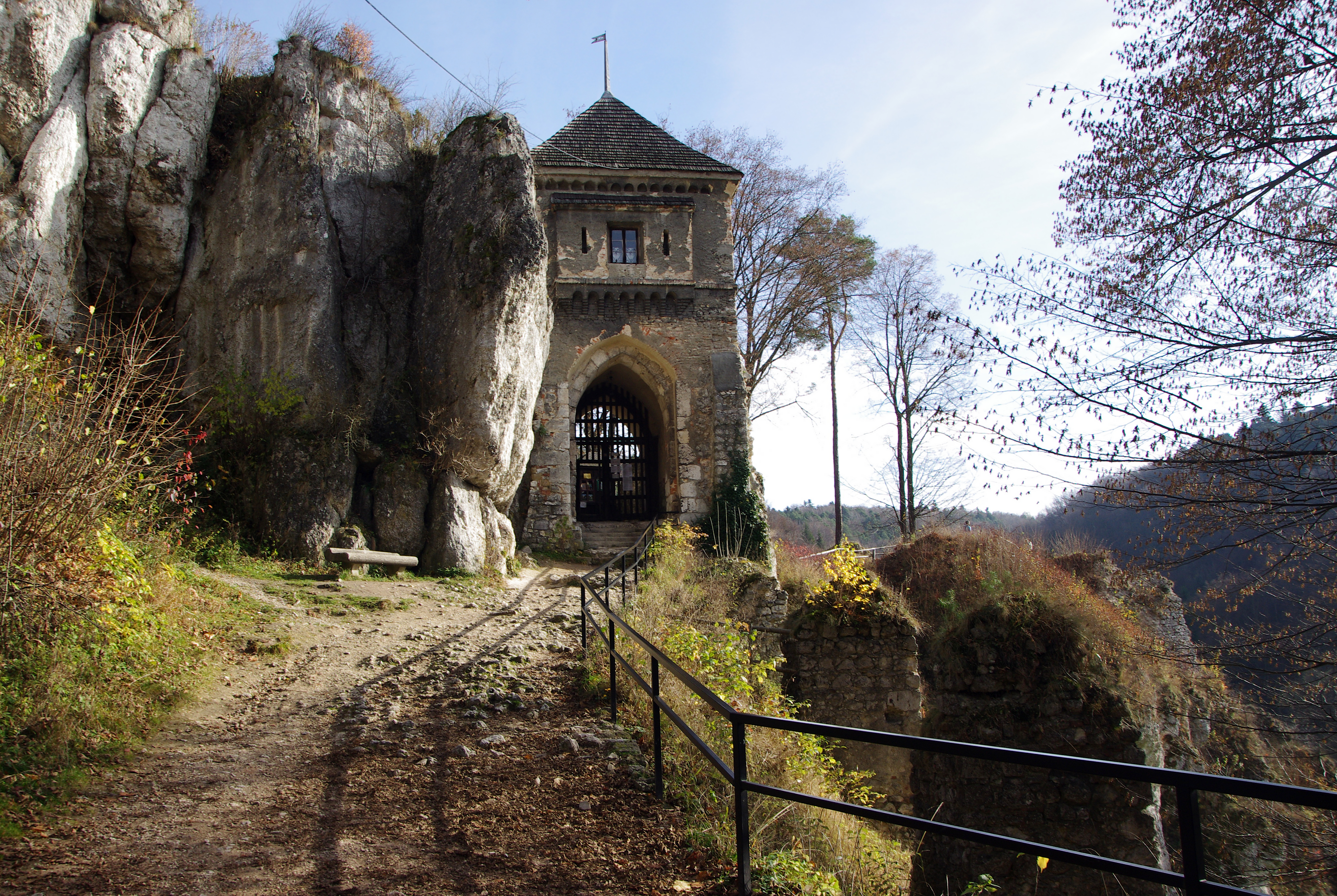
Vstup do hradu
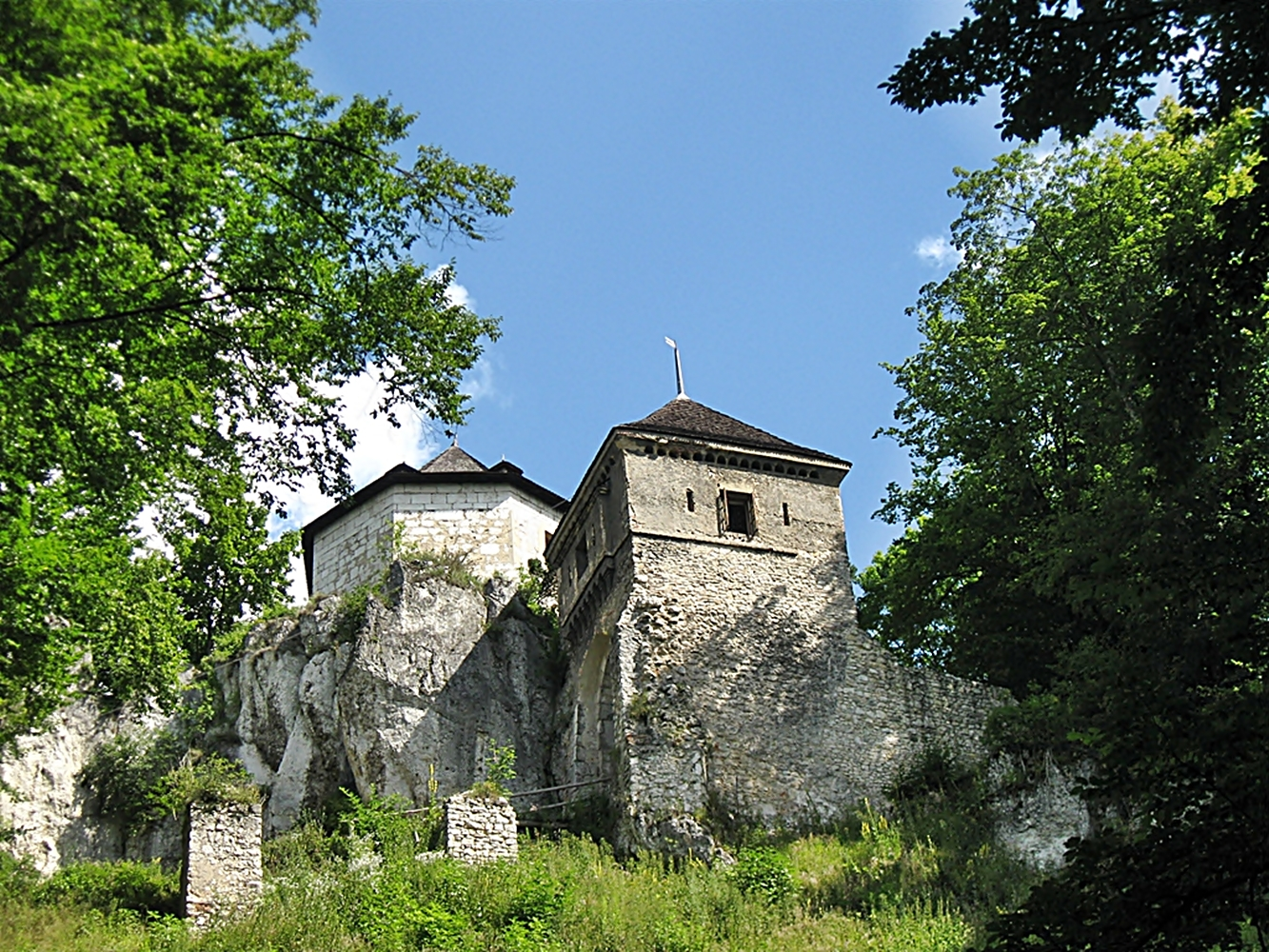
Hrad Ojców
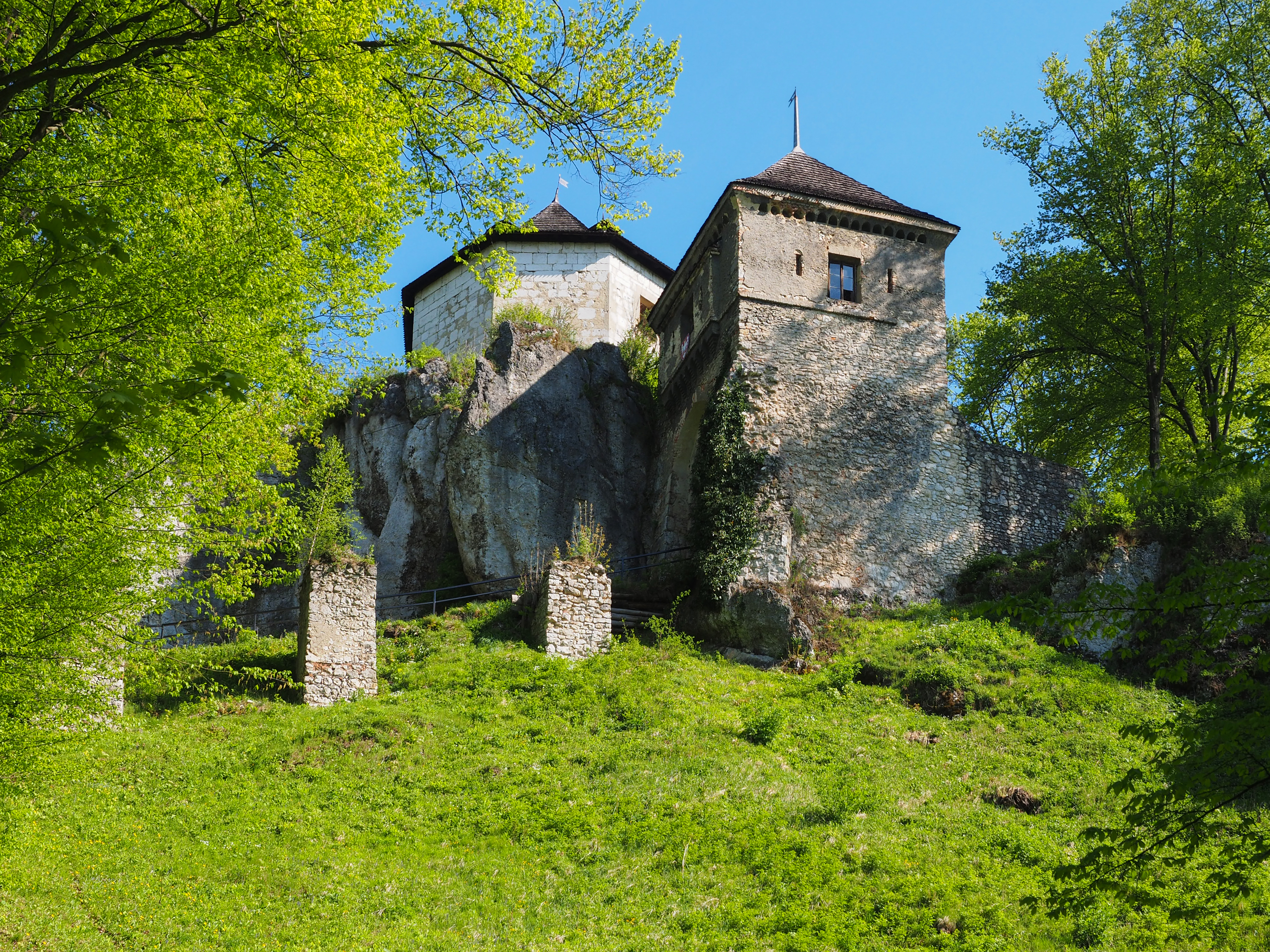
Hrad na stezce Orlích hnízd
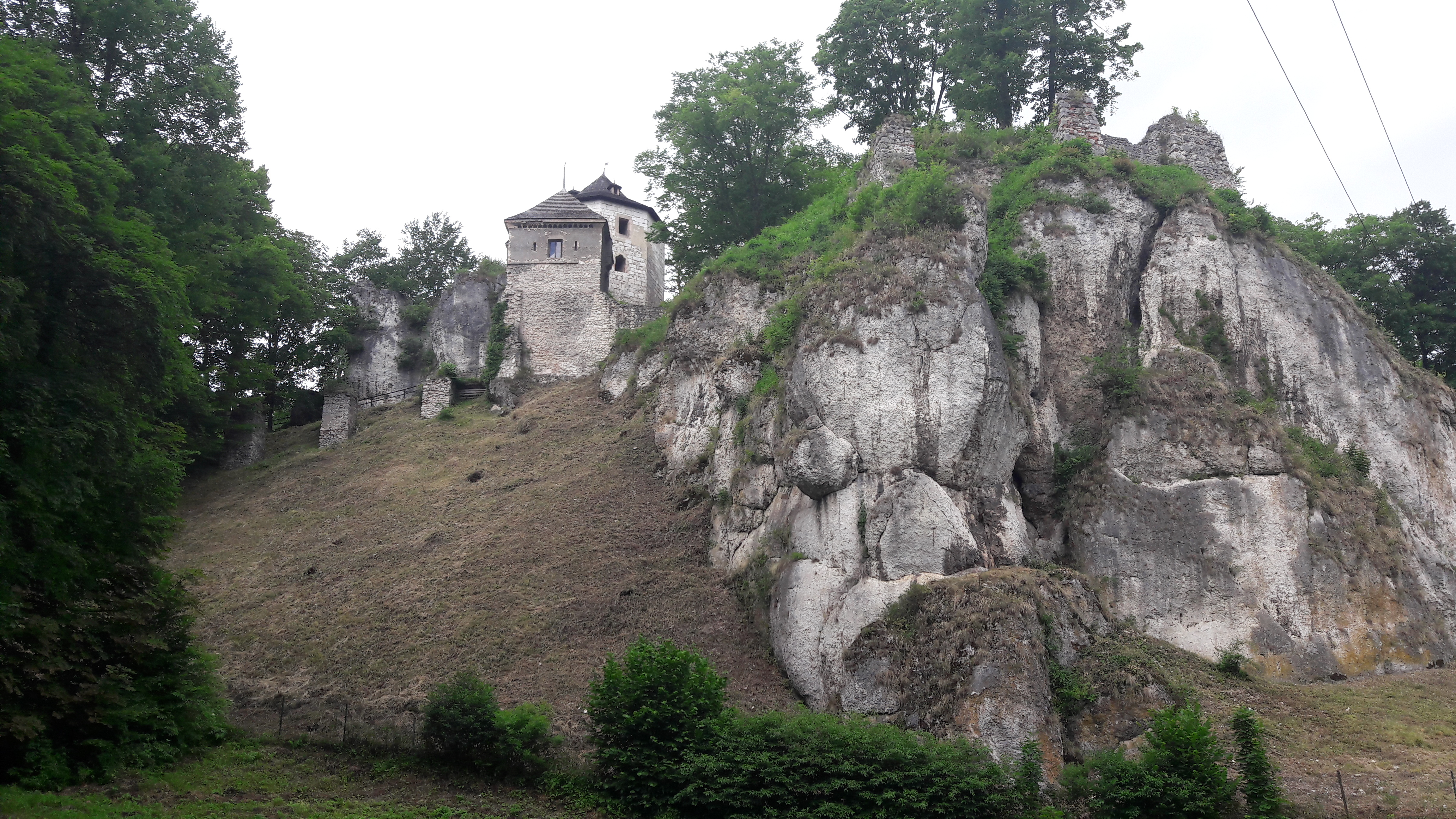
Hrad Ojców - pohled z údolí